# Рассел, Филип Крэйг
Филип Крэйг Рассел (англ. Philip Craig Russell; род. 30 октября 1951) — американский художник комиксов.

## Биография

### Ранние годы и карьера
Рассел родился 30 октября 1951 года в Уэллсвилле. Он стал работать в индустрии комиксов с 1972 года в качестве помощника Дэна Адкинса. В DC Comics Рассел делал комиксы о Бэтмене — Batman Family и Detective Comics.

### Другие работы
Рассел рисовал ограниченную серию Phantom Stranger в 1987 году. Он также проиллюстрировал выпуск #50 в серии комиксов сценариста Нила Геймана — The Sandman.

## Награды
Рассел получил следующие премии:
- 1974 — Shazam Award[англ.] — Outstanding New Talent
- 1993 — Inkpot Award[англ.]
- 1993 — Eisner Award — Best Penciller/Inker, Color Publication
- 1994 — Eisner Award — Best Penciller/Inker or Penciller-Inker Team
- 1998 — Eisner Award — Best Penciller/Inker or Penciller/Inker Team
- 1998 — Harvey Award — Best Artist
- 2001 — Eisner Award — Best Penciller/Inker or Penciller/Inker Team